# ماوريس بابون
كان ماوريس بابون (3 سبتمبر 1910 – 17 فبراير 2007) خادمًا عموميًا فرنسيًا ومتعاونًا مع النازية أدين بارتكاب جرائم ضد الإنسانية خلال احتلال فرنسا. ترأس بابون الشرطة في الولايات الرئيسية منذ الثلاثينيات حتى الستينيات من القرن العشرين، قبل أن يصبح سياسيًا ديغوليًا. حين كان أمينًا عامًا للشرطة في بوردو خلال الحرب العالمية الثانية، شارك بابون في ترحيل ما يزيد عن 1600 يهودي. واشتهر أيضًا بنشاطه في حرب الجزائر (1954 - 1962) التي مارس التعذيب خلالها بصفته حاكم القطاع القسنطيني وأمر، بصفته قائد شرطة باريس، بقمع دموي لمظاهرات جبهة التحرير الوطني الجزائرية ضد حظر تجول كان قد «نصح به».
في عام 1961، منح الرئيس الفرنسي شارل ديغول ماوريس بابون شخصيًا وسام جوقة الشرف، في الوقت الذي كانت فيه حكومة الرئيس تواجه مصاعب مع تمرد جبهة التحرير الوطني الجزائرية. وكان بابون رئيسًا أيضًا لشرطة باريس خلال مجزرة نفق تشارون ومجزرة باريس لعام 1961 التي قتلت خلالها شرطة باريس بين 200 و 300 متظاهر جزائري عمدًا. مع إرغامه على الاستقالة في عام 1967 بعد شكوك بإخفاء قسري للماركسي المغربي المهدي بن بركة، ومع دعم من ديغول، عين بابون رئيسًا لسود للطيران، التي كانت الشركة التي ساهمت في تطوير طائرة الكونكورد.
بعد أحداث مايو لعام 1968، انتخب بابون عضوًا في الجمعية الوطنية الفرنسية لعدة فترات. ومنذ العام 1978 حتى عام 1981، شغل منصبًا في حكومة رئيس الوزراء رايمون باغ في ظل رئاسة فاليري جيسكار ديستان. في الفترة بين جولتي الانتخابات الرئاسية في شهر مايو من عام ١٩٨١، الوقت الذي كان فيه فاليري جيسكار ديستان مرشحًا لفترة رئاسية ثانية، سربت تفاصيل عن ماضي بابون في صحيفة لو كانار أنشايني. وخرجت إلى العلن وثائق موقعة من قبل بابون تظهر مسؤوليته في ترحيل 1690 يهودي إلى معسكر اعتقال درانسي منذ عام 1942 حتى عام 1944. وبعد تحقيق طويل وجدالات قانونية مطولة، حوكم بابون في نهاية المطاف.
في عام 1998، أدين بابون بارتكاب جرائم ضد الإنسانية. وأطلق سراحه من السجن في وقت باكر، عام 2002، بسبب تدهور صحته. توفي بابون في عام 2007.

## النشأة
ولد بابون في غريتز أرماينفيلييرز، سين ومرن، كابن لمحام أصبح صناعيًا. في عام ١٩١٩، حين كان بابون يبلغ من العمر 9 سنوات، انتخب والده عمدة للكمونة وشغل ذلك المنصب حتى عام 1937. كان والده أيضًا ممثلًا محليًا لتورنان إن بري ورئيسًا لمجلس الإقليم في عام 1937.
درس بابون في ثانوية لويس الكبير في باريس. كان جورج بومبيدو، الذي سيصبح لاحقًا رئيسًا لفرنسا، وريني برويلت، الذي سينضم إلى حكومة شارل ديغول بعد الحرب، زملاءه في المدرسة. دخل بابون معهد الدراسات السياسية في باريس، جامعة التخصص للخدم العموميين والسياسيين المستقبليين، ودرس القانون وعلم النفس وعلم الاجتماع.

## بدايات المسيرة المهنية
بعد دخوله الخدمة العمومية في سن ال 20، نال بابون بسرعة ترقية. وعمل خلال الفترة الثانية لحكومة تكتل اليسار، في شهر فبراير من عام 1931، في حكومة وزير الطيران، جان لويس دومينسيل. وعين وزيرًا للداخلية في شهر يوليو من عام 1935 قبل أن يصبح رئيس هيئة نيابة مدير الشؤون الإدارية وشؤون الكمونة في شهر يناير من عام 1936، في ظل ماوريس ساباتييه.
في شهر يونيو من عام 1936، خلال فترة حكم حكومة الجبهة الشعبية، عين ضمن حكومة الاشتراكي الراديكالي فرانسوا دي تيسان، نائب أمين رئاسة المجلس وصديق والده أيضًا. أصبح بابون عضوًا في رابطة العمل الجامعي الجمهوري والاشتراكي، والذي كان تجمعًا لشباب راديكاليين اشتراكيين، وكان بيير مينديز فرانس عضوًا أيضًا.
في حكومة كاميي شوتون، عين فرانسوا دو تيسان أمينًا للولاية الفرعية للشؤون الخارجية واختار بابون كملحق برلماني في شهر مارس من عام 1938.

## الحرب العالمية الثانية
مع تعبئته في 26 من شهر أغسطس من عام 1939 في كتيبة المشاة الكولونيالية الثانية، أرسل بابون إلى طرابلس، التي كانت في تلك الآونة تحت الحكم الإيطالي. وأوكلت إليه مهمة الإشراف على المخابرات الفرنسية في رأس العين في لبنان. وأوكلت إليه أيضًا في تلك الآونة مهمة السفر إلى سوريا. وبعد عودته في شهر نوفمبر من عام 1940، في أعقاب سقوط فرنسا، وافق بابون على الخدمة لدى حكومة فيتشي. صوت معلماه، جان لويس دومينسيل وماوريس ساباتييه، في 10 من شهر يوليو من عام 1940 لمنح جميع الصلاحيات لفيليب بيتاين.
عين بابون نائب رئيس مكتب الإدارة المركزية لوزارة الداخلية، قبل أن يعين، في شهر فبراير من عام 1941، نائبًا للحاكم من الدرجة الأولى. في الشهر التالي، أصبح أمينًا عامًا لماوريس ساباتييه والأمين العام لإدارة وزارة الداخلية. في حين اختار بابون فيتشي، طرد 94 خادمًا عموميًا في نهاية ربيع عام 1941، وأحيل 104 إلى التقاعد ونقل 79. الآن، بحسب كلمات صحيفة لو موند، «لم يعد الحياد خيارًا».
في شهر مايو من عام 1942، سمي رئيسه، ساباتييه، حاكما على أكويتاين من قبل بيير لافال، رئيس حكومة فيتشي. عين بابون أمينًا عامًا لولاية جيروند ومسؤولًا عن القضايا اليهودية.
ادعى بابون لاحقًا أنه كان يمتلك ميولًا ديغولية خلال الحرب. ويظهر تقرير سري أعده النازيون في تلك الفترة أن بابون كان يعرف نفسه في أبريل من عام 1943 بأنه «متعاون» خلال «المحادثات الرسمية أو الشخصية». ويصفه تقرير آخر يعود إلى شهر يوليو من عام 1943 بأنه «مفاوض جيد».
خلال الحرب العالمية الثانية، شغل بابون منصب موظف شرطة رفيع المستوى في نظام فيتشي. وكان الموظف الثاني في إقليم بوردو (الأمين العام لولاية جيروند) والمشرف على استخباراتها في ما يتعلق بالمسألة اليهودية. ومع منحه سلطة في ما يخص تلك المسألة، تعاون بابون بصورة منتظمة مع قوات الأمن الخاصة التابعة للنظام النازي، والتي كانت مسؤولة عن إبادة اليهود. بموجب أوامر صادرة عنه، رحل نحو 1560 يهوديًا. وأرسل معظمهم بصورة مباشرة إلى معسكر ميرينياك ومن ثم نقلوا إلى معسكر اعتقال درانسي، على مقربة من باريس، وفي النهاية نقلوا إلى معسكر أوشفيتز أو معسكرات اعتقال أخرى للإبادة. منذ شهر يوليو من عام 1942 حتى شهر أغسطس من عام 1944، غادر بوردو نحو 12 قطارًا إلى درانسي، ورحل نحو 1600 يهودي، من بينهم 130 طفل تحت سن ال13، ونجى عدد قليل منهم. وطبق بابون أيضًا قوانين معادية للسامية صوتت عليها حكومة فيتشي. بحلول شهر يوليو من عام 1942، كان بابون قد «نزع اليهودية» عن 204 شركة وباع 64 ملكية أرض امتلكها يهود وكان يجري عملية «نزع اليهودية» عن 493 عمل تجاري آخر.

## الجمهورية الرابعة
أثار بعض المقاومين تساؤلات حول أنشطة بابون، إلا أن بابون تجنب الخضوع لمحاكمة من قبل اللجنة الإدارية للتحرير في بوردو بسبب دوره خلال فترة حكومة فيتشي، إذ كان تحت حماية غاستون كوسين. وقدم وثيقة تشهد أنه كان قد شارك في المقاومة، على الرغم من أن صحة الوثيقة رفضت في وقت لاحق.